# Sherlock Holmes
Sherlock Holmes (pronunție: /ˈʃɜrlɒk ˈhoʊmz/) este un detectiv particular ficțional, creat de autorul și medicul scoțian Arthur Conan Doyle. Fantasticul „consultant detectiv” al Londrei, Holmes este cunoscut pentru raționamentul logic, abilitățile sale de deghizare și utilizarea abilităților sale criminalistice pentru a rezolva cazurile grele. Sherlock Holmes este probabil cel mai faimos detectiv fictiv și, desigur, unul dintre cele mai cunoscute și universal recunoscute personaje literare.

## Prezentare
Holmes a apărut pentru prima dată în anul 1887, au urmat apoi patru romane și 56 de povestiri. Primul roman, Un studiu în roșu, a apărut în Beeton's Christmas Annual în anul 1887, iar al doilea, Semnul celor patru, în Lippincott's Monthly Magazine în anul 1890. Popularitatea caracterului a crescut enorm cu primele serii de povestiri din Strand Magazine, începând cu „Scandal în Boemia” în 1891; mai departe, povestirile și cele două romane au apărut sub formă de serial până în 1927.

## Aparițiile personajului
Conan Doyle a scris patru romane și 56 de povestiri în care apare creația sa literară. Aproape toate sunt povestite de Doctorul John H. Watson, prietenul și biograful lui Holmes, cu excepția notabilă a două dintre ele, narate de însuși Sherlock Holmes și alte două, scrise la persoana a treia.
Povestirile au apărut la început într-un serial al revistei The Strand Magazine, urmând apoi să apară de-a lungul unei perioade de mai bine de patruzeci de ani. Această modalitate de apariție era foarte comună a acelor timpuri întrucât și operele lui Charles Dickens, spre exemplu, au apărut, la rândul lor, într-o manieră foarte asemănătoare. Considerând ansamblul tuturor povestirilor și romanelor, perioada temporală acoperită este 1878–1903, cu un caz final în 1914.
Acest personaj literar a devenit atât de faimos de-a lungul timpului încât a devenit probabil cel mai jucat personaj de către cei mai mulți actori. În același timp, conform unei estimări făcută de ziarul The Times, după 1964 vânzările în întreaga lume a povestirilor cu Sherlock Holmes au trecut pe locul doi , după Biblie, care este de departe cea mai vândută carte a tuturor timpurilor.

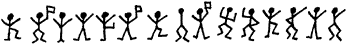
„Dansatorii” din povestirea „The Adventure of the Dancing Men”, una din povestirile lui Arthur Conan Doyle care îl are ca personaj principal pe Sherlock Holmes

## Vezi și
- Cele mai bune 100 de romane polițiste dintotdeauna
- Listă de detectivi fictivi

## Legături externe
- Site wiki Sherlock Holmes